# Michael Kammermeyer
Michael Kammermeyer (* 14. Januar 1986 in Nürnberg) ist ein deutscher Fußballtrainer und ehemaliger Fußballspieler.

## Spielerkarriere
Michael Kammermeyer spielte als Innenverteidiger bereits in der Jugend erst für Post SV Nürnberg und dann für den 1. FC Nürnberg. Ab 2005 kam er für die zweite Mannschaft des Klubs in der Oberliga Bayern zum Einsatz. Von Januar bis Juli 2007 ging er wegen seines Studiums in die Vereinigten Staaten und spielte dort für die Mannschaft der Nova Southeastern University. Es folgte seine Rückkehr in die zweite Mannschaft des FCN und erneut Einsätze in der Oberliga Bayern.
Zu seinem Profidebüt kam Kammermeyer am 31. Oktober 2007 im DFB-Pokal 2007/08, als er in der zweiten Runde des Wettbewerbs für den Titelverteidiger 1. FC Nürnberg gegen den damaligen Zweitligisten FC Carl Zeiss Jena in der 63. Spielminute für Jan Kristiansen eingewechselt wurde und nach der Verlängerung mit seiner Mannschaft im Elfmeterschießen verlor. 2007 wurde er Lizenzspieler, was er bis 2010 blieb.
In der folgenden Saison rückte Kammermeyer offiziell in den Profikader der Nürnberger auf. Daraufhin kam er aber nur noch als Kapitän der zweiten Mannschaft, nun in der damaligen Regionalliga Süd, zu Einsätzen. Ab 2012 spielte Kammermeyer nach dem Beginn seiner Trainerkarriere immer wieder mit Pausen für den unterklassigen TSV Behringersdorf, den ATSV Erlangen (Landesliga Bayern Nordost und Bayernliga Nord) und ab Mitte 2019 für den 1. SC Feucht (Landesliga Bayern Nordost).

## Trainerkarriere
Michael Kammermeyer war ab der Saison 2012/13 zunächst Co-Trainer der U19-Mannschaft des 1. FC Nürnberg und ab September 2012 bei der U17-Mannschaft des Klubs Co-Trainer unter Pellegrino Matarazzo. Mit dem Beginn der Spielzeit 2013/14 wechselte er gemeinsam mit Matarazzo wieder als Co-Trainer zu der A-Jugend des FCN. Von Juli bis November 2016 leitete Kammermeyer als Cheftrainer die U17-Mannschaft des TSV 1860 München.
Zur Bundesligasaison 2020/21 begann Kammermeyer als Co-Trainer der Erstligamannschaft des VfB Stuttgart erneut eine Zusammenarbeit mit Pellegrino Matarazzo und übernahm im Trainerstab die Zuständigkeit für den Bereich Analyse. Am 10. Oktober 2022 wurde er gemeinsam mit Matarazzo entlassen.
In der Bundesligasaison Februar 2023 begann Kammermeyer als Co-Trainer von Pellegrino Matarazzo der TSG 1899 Hoffenheim.
Er wurde am 11. November 2024 mit Pellegrino zusammen bei der TSG freigestellt.